# Sun River Terrace, Illinois
Sun River Terrace là một làng thuộc quận Kankakee, tiểu bang Illinois, Hoa Kỳ. Năm 2010, dân số của làng này là 528 người.

## Dân số
Dân số qua các năm:
- Năm 2000: 383 người.
- Năm 2010: 528 người.